# Aarón Quirós
Aarón Facundo Quirós (* 31. října 2001) je argentinský profesionální fotbalista, který hraje na pozici obránce za klub CA Vélez Sarsfield.

## Klubová kariéra
Rodák z Monte Grande se připojil k mládežnickému týmu Banfieldu ve věku sedmi let. Quirós debutoval v prvním týmu 11. dubna 2021 proti Rosario Central. 10. září 2022 vstřelil svůj první gól při vítězství 2:1 nad Colónem. Dne 15. září 2022 podepsal novou dvouletou smlouvu. V roce 2023 se stal neodmyslitelnou součástí týmu. Dne 13. března 2023 vstřelil vítězný gól při výhře 1:0 nad Boca Juniors.
Dne 15. července 2024 oznámil klub Vélez Sarsfield, že s Quirósem podepsal tříletou smlouvu.

## Reprezentační kariéra
V lednu 2024 byl povolán do argentinského národního týmu do 23 let na předolympijský kvalifikační turnaj. Vstřelil góly proti Chile U23 a Uruguayi U23 a Argentina se tak kvalifikovala na olympijské hry v Paříži 2024.